# アメリカ屋
株式会社アメリカ屋（アメリカや）は、衣料品チェーンストアアメリカ屋を運営している企業である。

## 概説
- ジーンズスタイルをベースにしたカジュアルファッションウエアの販売を行っている。
- ローマ字表記は「Amerikaya」
- 商売の始まりは、1950年（昭和25年・終戦5年後）から進駐軍の古着の仕入れと行商であった。その後は宮城県石巻市にて学生服なども含めた総合衣料店を開店、さらに宮城県仙台市にてジーンズ・ミリタリー＆カジュアルショップを開店させるなど、店舗数や地域を拡大していった。
- 屋号の「アメリカ屋」は、行商先の顧客がアメリカ（≒進駐軍）の物を売っていた事から、訪問時に「アメリカ屋が来た」と言われた事が始まり。
- 全国には「アメリカ屋」屋号にて、当該項であるジーンズショップの他にも釣具店・靴店・造園業・クリーニング店など多々あるが、ホームページ内店舗一覧に記載されている店舗・業種以外との資本関係はなく「＊＊＊アメリカ屋」「アメリカ屋＊＊＊」「Americaya」「あめりか屋」も同様である。

## 主要ブランド
- Levi's
- Dickies
- EDWIN
- Champion
- BenDavis

など

## 展開している店舗
- かつては東北を中心に多くの実店舗が展開されていたが、2025年4月に南仙台店の閉店により発祥の地である宮城県から消滅。同年6月には長野店（長野県）が閉店となり、実店舗は完全撤退。ホームページも消去されており事実上の倒産となった。
- オンラインショップも楽天市場やMAGAseek上にてオンラインショップを展開していたが、現在は撤退している模様。